# نتوس (تگزاس)
نتوس (به انگلیسی: Netos) یک منطقهٔ مسکونی در ایالات متحده آمریکا است که در تگزاس واقع شده‌است. نتوس ۳۱ نفر جمعیت دارد.